# Albrecht Hasinger

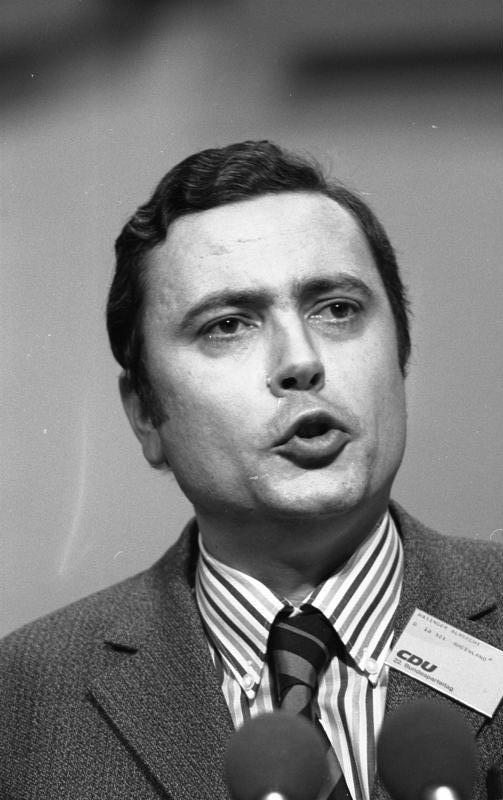
Albrecht Hasinger auf dem CDU-Bundesparteitag im November 1973

Albrecht Hans Anton Hasinger (* 3. Juli 1935 in München; † 21. Februar 1994 in Bonn) war ein deutscher Politiker (CDU).
Hasinger machte sein Abitur am Realgymnasium in Gräfelfing und studierte Jura in München und Freiburg im Breisgau. Er legte die erste und zweite juristische Staatsprüfung ab. In den 1960er Jahren arbeitete er im Bayerischen Staatsministerium der Finanzen und im Bundesministerium für Arbeit und Sozialordnung. Von 1969 bis 1975 war er wissenschaftlicher Assistent der CDU/CSU-Bundestagsfraktion.
Hasinger wurde 1970 Mitglied der CDU. Von 1973 bis 1977 gehörte er dem Bundesvorstand der CDA an. Von 1976 bis 1980 war er Mitglied des Deutschen Bundestages. Er zog dabei über die Landesliste in den Bundestag ein. Eine Direktkandidatur zur Bundestagswahl 1980 im Wahlkreis Leverkusen – Rheinisch-Bergischer Kreis I scheiterte. Daraufhin war er für kurze Zeit Vorsitzender der CDU in Leverkusen und gehörte dem Beirat der Europa-Union an. Er war Staatssekretär im Bund, unter Gesundheitssenator Ulf Fink Staatssekretär im Land Berlin und von 1991 bis 1994 Beamteter Staatssekretär im Bundesministerium für Familie, Senioren, Frauen und Jugend.
Hasinger hinterließ nach seinem Tod seine Frau Uta und drei Kinder.

## Ehrungen
- 1986: Verdienstkreuz 1. Klasse der Bundesrepublik Deutschland
- Großes Verdienstkreuz der Bundesrepublik Deutschland